# Metal Rendez-vous
Metal Rendez-vous es el cuarto álbum de estudio de la banda suiza de Heavy metal Krokus, lanzado en 1980.
Este trabajo es el primero con el actual vocalista de la banda, Marc Storace, y tuvo un mayor éxito a nivel comercial, el cual aumentaba favorablemente para el grupo. 
Del mismo modo este álbum contiene varias canciones que se han convertido en singles y en clásicos de la banda.
En la portada, a modo de juego de palabras irónico con el título del álbum (literalmente "encuentro de metal"), se ve la colisión de dos automóviles en llamas.
Metal Rendez-vous marcó el despegue definitivo de Krokus en cuanto a popularidad; fue reeditado por primera vez en CD en 1987 por Arista Records.

## Lista de canciones
Cara A
1. "Heatstrokes" (Krokus) - 4:04
2. "Bedside Radio" (Krokus) - 3:22
3. "Come On" (Krokus) - 4:29
4. "Streamer" (Krokus) - 6:44
5. "Shy Kid" (Krokus) - 2:33

Cara B
1. "Tokyo Nights" (Krokus; Fernando Von Arb) - 5:54
2. "Lady Double Dealer" (Krokus) - 3:13
3. "Fire" (Krokus) - 6:07
4. "No Way" (Krokus; Fernando Von Arb) - 4:02
5. "Back-Seat Rock & Roll" (Krokus) - 3:15

## Miembros
- Marc Storace - Voz
- Fernando Von Arb - Guitarra rítmica, teclados, bajo, coros
- Chris Von Rohr - Bajo, percusión, batería, teclados, coros
- Freddy Steady - Batería, percusión
- Tommy Kiefer - Guitarra solista, coros
- Juerg Naegeli - Teclados, bajo, coros